# Elisabeth Gjerluff Nielsen
Elisabeth Gjerluff Nielsen (født 16. august 1957 i Skjern, død 24. oktober 2022) var en dansk sangerinde, musiker og forfatter. Hun startede sin musikkarriere i pop/rockgruppen Voxpop fra 1980-83. Efterfølgende fulgte en solokarriere som blev lanceret med debutalbummet Elisabeth i 1984, hvorfra "En sømand som dig" blev et hit. Elisabeth bliver rost af gængse kritikere i 80'erne som én af de væsentligste danske sangere og sangskrivere. Elisabeth er bl.a. kendt for at have skrevet teksterne til sange som "Holder øje med dig" (1989), "Kun et kys herfra" (1994), og "Tivoli i regnvejr" (1994) til Søs Fenger samt "Mandags-stævnemøde" (1989), "Brændende læber" (1989), og "Jeg vil la' lyset brænde" (1990) til Ray Dee Ohh, "Brændt" (1993) til Lis Sørensen, og "Den lille løgn" (1996) til Sanne Salomonsen m.fl.
Hun blev uddannet i Danmarks Radio/TV 1978-80. Efterfølgende var Gjerluff Nielsen radio- og tv-medarbejder til starten på musik-karrieren som sanger/komponist og forfatter i gruppen Voxpop 1980-84. Herefter fulgte en debut som solist (1985) og efterfølgende solo-karriere som sanger, komponist og tekstforfatter til både egne og andres indspilninger. Gjerluff Nielsen var derudover forfatter til bl.a. romanen Isdronningen samt diverse børnebøger som Dingelings Dansemus og Elektriske Heidi samt adskillige børnemusik-udgivelser, f.eks. Hemli' Helikopter, Halfdans ABC og Ryst dit Sovedyr samt manus/musik til flere børneteaterkoncerter på Nørrebro Teater.
Sidste voksen-musikudgivelse var albummet Rettidig ømhed fra 2017. Sideløbende udgav hun en del børnebøger, bidrog til antologier, f.eks. "Min bedstemors historie" og "Min barndom i 60'erne", samt kronikker til Politiken og Berlingske Tidende, hvor hun løbende skrev klummer.
Elisabeth var søster til Jens G. Nielsen og Peter A.G. Nielsen, forsanger i bandet Gnags. Mor til Barbara Gjerluff Nyholm og Rosa Gjerluff Nyholm som er tilrettelægger og vært på DR-børneprogrammerne Lille NØRD, Rosa fra Rouladegade og Sovedyr på Eventyr.
I 2019 udgav hun erindringsbogen Store børn, hvor hun bl.a. beskriver sit komplicerede forhold til sine brødre.
Gjerluff Nielsen døde mandag den 24. oktober 2022 efter kort tids sygdom.

## Diskografi

### Soloalbum
- Elisabeth (1984)
- Lystens Ø (1986)
- Sotto Voce (1988)
- Serenader (1991)
- Hun danser en morgen (1993)
- Lær mig nattens stjerne (1996)
- Elisabedst (opsamling, 1997)
- Matiné (2004)
- Søde løgne (opsamling, 2005)
- Salto Mortale (2009)
- Rettidig ømhed (2017)

### Børnemusik
- Halfdans ABC (med Otto Brandenburg, 1995)
- Dr. Dingeling (1999)
- Dingelings Dansemus (2002)
- Elisabedst for børn (opsamling, 2003)
- Mere Elisabedst for børn (opsamling, 2008)
- Diverse Åh Abe-udgivelser
- Rosa i Rytmeskoven
- Rosas Julebal
- Ryst dit Sovedyr